# De Fryske
De Fryske is een Friese Goudse kaas die sinds  2017 op de markt is. De kaas is verbonden met de missie om de zuivelproductie meer milieu- en natuurvriendelijk te maken en de boeren een eerlijke prijs te bieden.

## Achtergrond
In 2017 werd door een aantal Friese boeren het initiatief genomen om een nieuwe kaassoort op de markt te brengen met als doel het zuivelsysteem te veranderen. In de ogen van de initiatiefnemers zijn de weilanden verandert in "doodsaaie biljartlakens", zijn mede daardoor vogelsoorten verdwenen en eten koeien steeds vaker "oerwoudvoer". De boeren streven naar lokaal voer voor de koeien, zo weinig mogelijk kunstmestgebruik en voldoende ruimte voor de koeien "om koe te zijn". De boeren besteden veel aandacht aan weidevogelbeheer en biodiversiteit in het algemeen. 
De vier betrokken boeren zijn afkomstig uit de omgeving van Koudum en Aldegea SWF.

## Kwaliteit
De Fryske kaas is de prijzen gevallen bij de World Cheese Awards 2022, is voorzien van  het Beter Leven keurmerk van de Dierenbescherming en is volgens de International Food Standard gecertificeerd, waarmee de voedselveiligheid is gegarandeerd.

## Typen en afzet
De kaas is verkrijgbaar als Jonge, Belegere, Âlde en Stokâlde Fryske. Onder meer 800 Albert Heijn-winkels hebben de belegen kaas 'Belegere Fryske' in de schappen liggen.